# Rippershausen

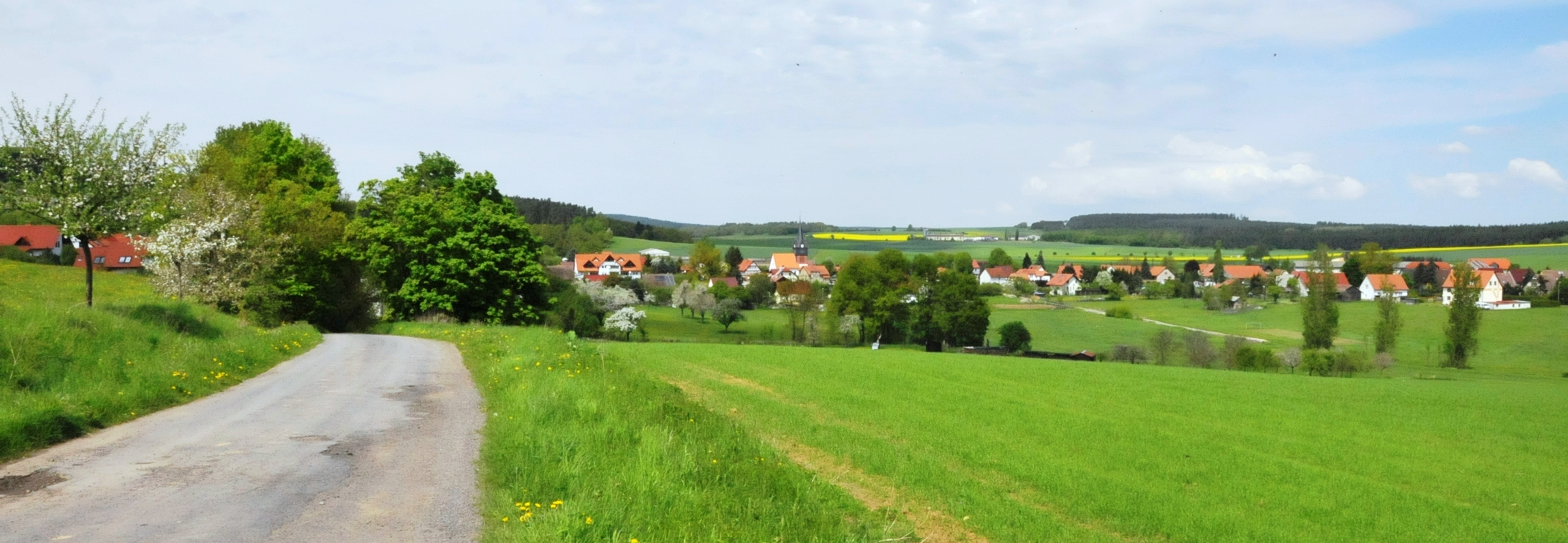
Ortsansicht von Rippershausen

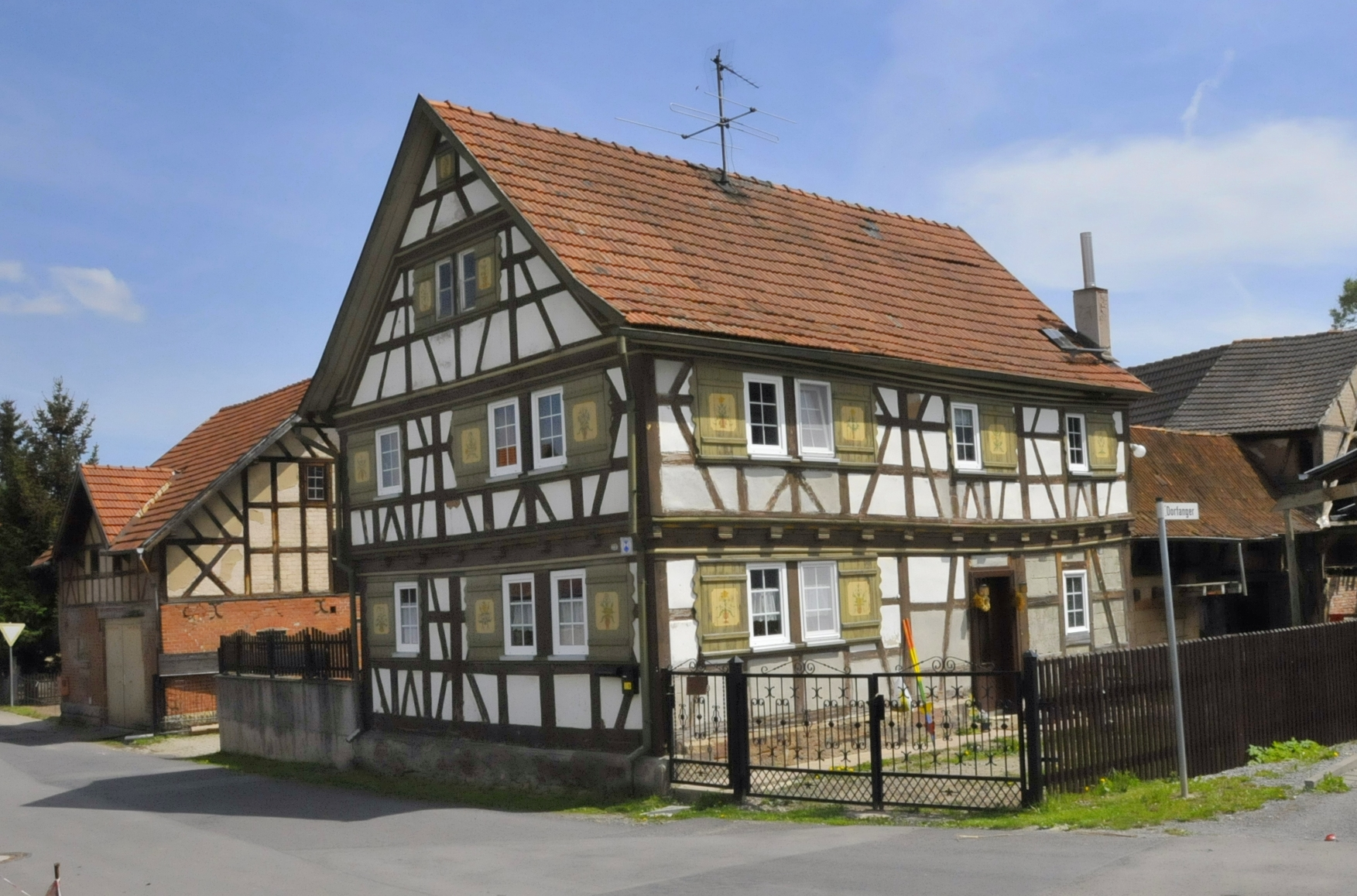
Haus am Anger

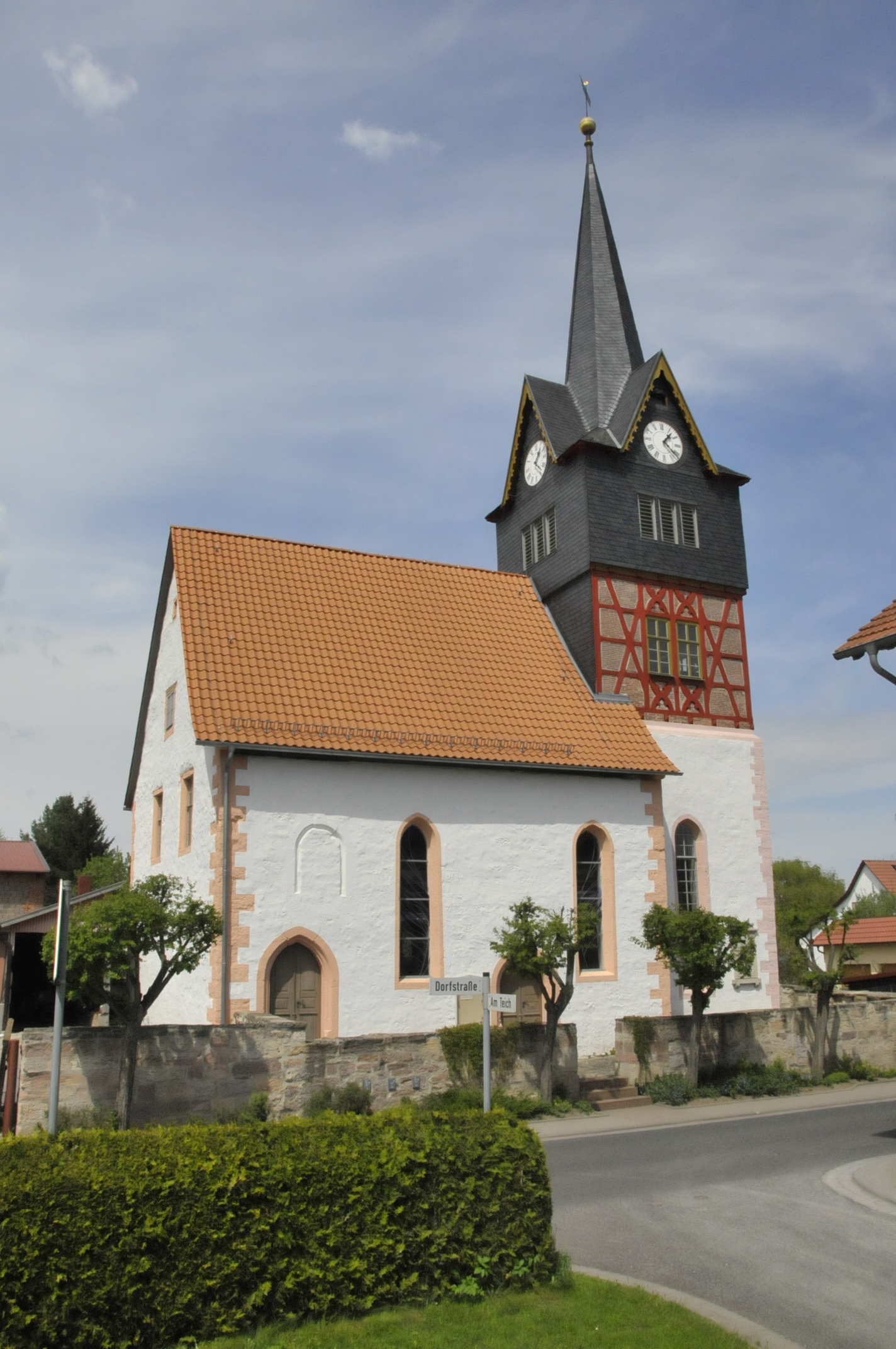
Kirche

Rippershausen ist eine Gemeinde im Landkreis Schmalkalden-Meiningen im fränkisch geprägten Süden von Thüringen. Erfüllende Gemeinde für Rippershausen ist die Stadt Meiningen.

## Geografie
Rippershausen liegt rund fünf Kilometer westlich der Kreisstadt Meiningen und dem Werratal im Vorland der Rhön.
Zu Rippershausen gehören die Ortsteile Solz und Melkers.

## Geschichte
Bis 1513 stand auf dem spornartigen Ausläufer des Tannenberges eine Burg. Von ihr sind kaum noch Reste vorhanden. Der Nachfolgebau ist ein schlichtes ehemals umwalltes Gebäude. Der 1183 genannte Gottfried Solz war im Dienst der Grafen von Henneberg und bestätigt somit die Existenz der Burg. Sein Geschlecht starb 1274 aus. Erbe waren die von Wolfe, von Herbilstadt und von Marschalk. Diese haben ihr Lehen dem Bischof von Würzburg übertragen. Wolf von Herbilstadt wurde Raubritter, deshalb wurde seine Burg von den Hennebergern zerstört und später der Nachfolgebau errichtet. Später hatten die Herren von Baumbach ihren Rittersitz im Ort.
Der Ort gehörte zum alten Besitz der Grafschaft Henneberg und befand sich beim Aussterben der Grafen von Henneberg-Schleusingen im Jahr 1583 samt der Niedergerichtsbarkeit in adligen Händen, zählte aber der Landeshoheit nach zum Amt Maßfeld. Er kam mit diesem im Jahr 1680 zum Herzogtum Sachsen-Meiningen.
Der Ortsteil Solz war von 1611 bis 1622 von Hexenverfolgungen betroffen: Sechs Personen wurden in den Hexenprozessen angeklagt, vier Personen hingerichtet, von zwei Prozessen ist der Ausgang unbekannt. Das erste Opfer war 1611 Margaretha, Hans Schmucks Witwe.

## Politik

### Gemeinderat
Der Gemeinderat von Rippershausen setzt sich aus 8 Ratsfrauen und Ratsherren zusammen.
- Freie Wähler 3 Sitze
- LSV „Rhönpforte e. V.“ 5 Sitze

(Stand: Kommunalwahl am 26. Mai 2024)

### Bürgermeister
Der 2010 gewählte ehrenamtliche Bürgermeister Werner Schäl ist aufgrund schwerer Krankheit zum 15. November 2012 zurückgetreten und am 23. November 2012 verstorben. Sein Amt übernahm zunächst Eberhard Witzel, der am 3. März 2013 in einer Neuwahl bestätigt wurde.
Bei der Kommunalwahl am 26. Mai 2019 setzte sich Frank Bandemer gegen den früheren Amtsinhaber Eberhard Witzel als neuer Bürgermeister durch.
Bandemer trat nach einer Amtszeit bei der Wahl im Februar 2025 nicht wieder an. Bürgermeisterin wurde Heidi Rapp, die sich mit 61,3 % zu 38,7 % der Stimmen gegen ihren Konkurrenten Elmar Sommer durchsetzte.

## Wirtschaft und Infrastruktur
Rippershausen ist eine durch die Landwirtschaft, das Handwerk und im Maschinenbau sowie der Entsorgung tätige Unternehmen geprägte Gemeinde mit relativ vielen Arbeitsplätzen, im Vergleich zur Einwohnerzahl. Zu den wichtigsten Unternehmen in der Gemeinde zählen die Poels Schweinezucht, Willi Elbe Group und die Schmalkalden Stadtreinigung.

### Verkehr
Rippershausen wird durchquert von der Kreisstraße 2520 und ist daher direkt mit den Orten Melkers, Stepfershausen und Solz verbunden.

### Brandschutz
In der Gemeinde Rippershausen befindet sich die Freiwillige Feuerwehr Rippershausen mit zwei Standorten, einer in Rippershausen selbst, der andere im Nachbarort Melkers. Beide Wachen sind für die gesamte Gemeinde zuständig, rücken bei Anforderung aber auch in die benachbarten Gemeinden mit aus.

### Wasser und Abwasser
Die Wasserver- und Abwasserentsorgung wird durch den Kommunalen Wasser- und Abwasserzweckverband Meininger Umland sichergestellt.